# رمانس: ناگفته
رمانس: ناگفته (انگلیسی: Romance: Untold) دومین آلبوم استودیویی کره‌ای زبان از گروه پسرانه اهل کره جنوبی، انهایپن است که در ۱۲ ژوئیه ۲۰۲۴ توسط بیلیفت لب منتشر شد. این آلبوم شامل ۹ قطعه از جمله تک‌آهنگ آغازین «XO (Only If You Say Yes)» است. این آلبوم به جایگاه شماره یک در کره جنوبی، ژاپن ک فرانسه و به جایگاه شماره دو بیلبورد ۲۰۰ ایالات متحده رسید.

## جدول‌های موسیقی
| جدول (۲۰۲۴)                                   | بالاترین جایگاه |
| --------------------------------------------- | --------------- |
| آلبوم‌های هیت‌سیکرز استرالیایی (ای‌آرآی‌ای)       | ۴               |
| آلبوم‌های اتریشی (آلبوم‌های او۳)                | ۲               |
| آلبوم‌های بلژیکی (اولتراتاپ فلاندرز)           | ۴               |
| آلبوم‌های بلژیکی (اولتراتاپ والونیا)           | ۴               |
| آلبوم‌های بین‌المللی کرواتی (اچ‌دی‌یو)            | ۲               |
| آلبوم‌های فرانسوی (اس‌ان‌ئی‌پی)                   | ۱               |
| آلبوم‌های آلمانی (۱۰۰ آلبوم برتر رسمی)         | ۴               |
| آلبوم‌های یونانی (آی‌اف‌پی‌آی)                    | ۴               |
| آلبوم‌های مجارستانی (ماهاز)                    | ۸               |
| آلبوم‌های ایتالیایی (اف‌آی‌ام‌آی)                 | ۳۰              |
| آلبوم‌های ژاپنی (اوریکون)                      | ۱               |
| آلبوم‌های ترکیبی ژاپنی (اوریکون)               | ۱               |
| آلبوم‌های داغ ژاپنی (بیلبورد ژاپن)             | ۱               |
| آلبوم‌های لیتوانیایی (ای‌جی‌ای‌تی‌ای)              | ۴۹              |
| آلبوم‌های نیوزیلند (آرام‌ان‌زی)                  | ۳۴              |
| آلبوم‌های لهستانی (ZPAV)                       | ۷               |
| آلبوم‌های پرتغالی (ای‌اف‌پی)                     | ۴               |
| آلبوم‌های کره جنوبی (سرکل)                     | ۱               |
| آلبوم‌های اسپانیایی (پروموزیکای)               | ۱۲              |
| آلبوم‌های فیزیکی سوئدی (فهرست برترین‌های سوئد)  | ۴               |
| آلبوم‌های سوئیسی (جدول موسیقی سوئیس)           | ۱۱              |
| آلبوم‌های دیجیتال بریتانیا (شرکت جدول‌های رسمی) | ۱۱              |
| بیلبورد ۲۰۰ ایالات متحده                      | ۲               |
| آلبوم‌های موسیقی ملل ایالات متحده (بیلبورد)    | ۱               |

| جدول (۲۰۲۴)                       | بالاترین جایگاه |
| --------------------------------- | --------------- |
| آلبوم‌های ژاپنی (اوریکون)          | ۱               |
| آلبوم‌های ترکیبی ژاپنی (اوریکون)   | ۱               |
| آلبوم‌های داغ ژاپنی (بیلبورد ژاپن) | ۱               |
| آلبوم‌های کره جنوبی (سرکل)         | ۱               |

| جدول (۲۰۲۴)               | جایگاه |
| ------------------------- | ------ |
| آلبوم‌های ژاپنی (اوریکون)  | ۱      |
| آلبوم‌های کره جنوبی (سرکل) | ۲      |